# Xian de Pu'an
Le xian de Pu'an (普安县 ; pinyin : Pǔ'ān Xiàn) est un district administratif de la province du Guizhou en Chine. Il est placé sous la juridiction de la préfecture autonome buyei et miao de Qianxinan.

## Démographie
La population du district était de 267 738 habitants en 1999.